# 彭烈
彭烈（1414年—？），江西吉安府廬陵縣人。明朝官吏、進士出身。

## 生平
江西鄉試第二十七名。景泰二年，中進士，為監察御史。后因彈劾曹吉祥、石亨，降為江浦知縣，有善政。天顺八年四月升爲河南府知府，成化八年五月升广西布政司左参政，十一年二月升廣東左布政使。